# Придунайські озера України
Українські придунайські озера — серія озер, древні морські лимані, розташовані в дельті Дунаю, в Одеській області України, в прикордонних із Румунією районах.

## Загальні відомості

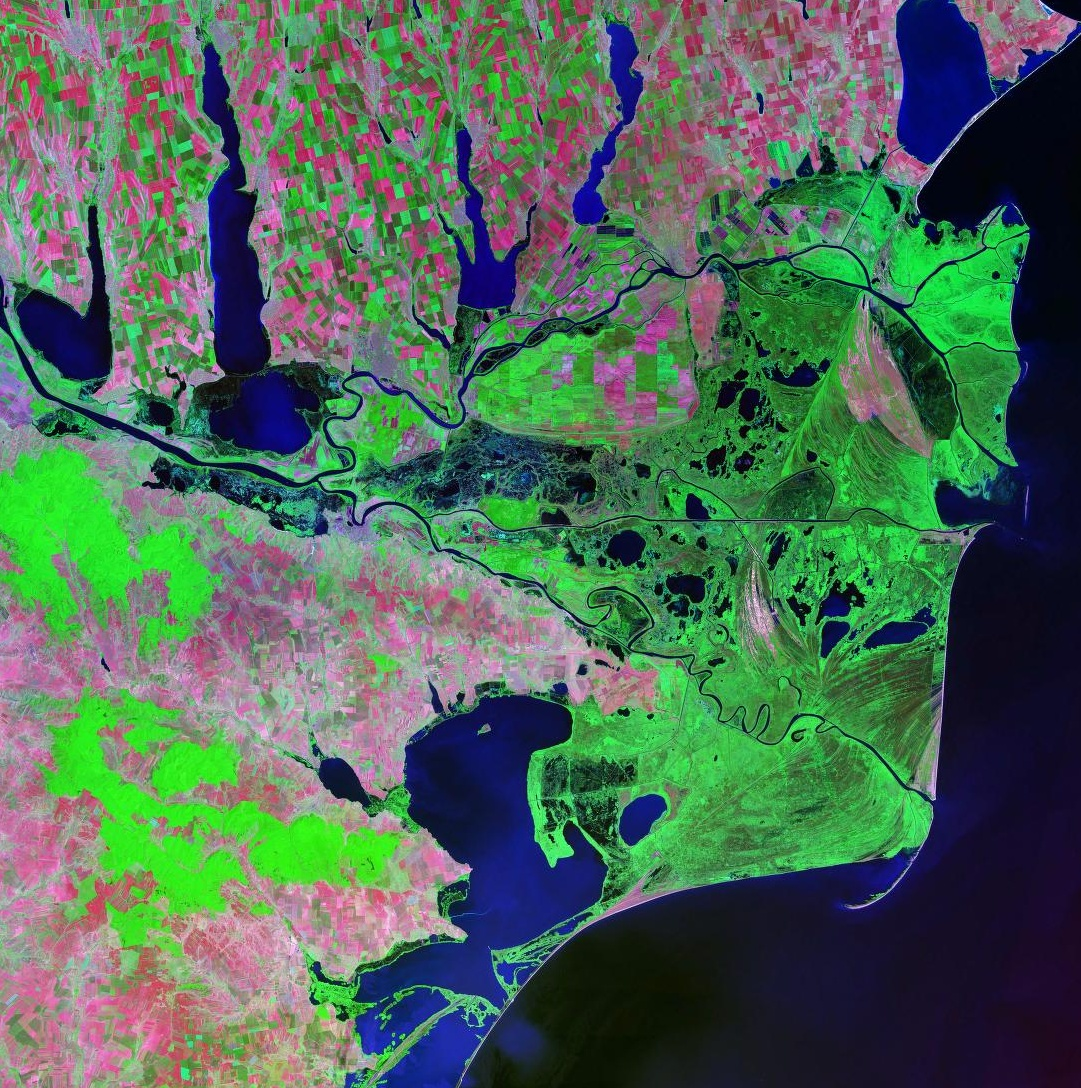
Супутниковий знімок дельти Дунаю (2000)

На північ від Кілійського гирла Дунаю розташовано понад 25 озер. Більшість озер з'єднується із Дунаєм або його рукавами за допомогою проток та каналів. Походження цих озер різне. Одні є залишками морських заток, інші — плавневими озерами та старицями, що з'явилися внаслідок заносу старих русел річки. Приблизно 3000-4000 років тому сьогоднішньої дельти Дунаю фактично не існувало, а на її місці була мілководна затока північно-західної частини Чорного моря, до якої впадав, не розгалужуючись, Дунай. У теперішній час береги цієї затоки позначені дугоподібними піщаними грядами довжиною кілька десятків кілометрів — Жебриянська гряда на території України та гряда Лєтя на території Румунії. Рівень води більшості озер регулюється за допомогою шлюзів та інших гідротехнічних споруд. Западини сучасних озер у той час були морськими солоноводними або солонуватоводними лиманами, на кшталт теперішніх лиманів Шагани, Бурнас, Алібей та інших, що розташовані на північному узбережжі Чорного моря.
Як наслідок виносу Дунаєм твердого осадового матеріалу, проходило обміління прилеглої до гирла частини моря, виникнення островів, й, таким чином, формування сучасної дельти.
Солоноводні лимани, при цьому, поступово втрачали зв'язок з морем та перетворювались на прісноводні озера. У подальшому конфігурація цих водойм дещо змінювалась — так, прикладом, східна (Гасанська) затока озера Катлабуг як тимчасове повеневе утворення почала виникати тільки на межі XIX-го та XX-го століть завдяки зсувам ґрунту, розмиванню та підтопленню території (на картах раннішнього періоду вона взагалі не позначена), а згодом, після врегулювання стоку озера та довгострокового його підтримання на 30-50 см вище рівню Дунаю (початок — наприкінці 50-х років XX ст.), перетворилась у постійно існуючу складову цієї водойми.
Мешканцями усіх придунайських водойм є краснопірка звичайна, плоскирка, верховодка звичайна, лящ, судак, йорж, окунь, щипавка, в'юн. Але розповсюдженість різних видів у кожному водоймищі неоднакова. Серед них найбільше в Україні прісне озеро Ялпуг. Своєрідним продовженням озера Ялпуг на півдні є озеро Кугурлуй. Протоками вони з'єднуються із Дунаєм. Під час повені дунайська вода через ці протоки надходить в Кугурлуй та Ялпуг. Також мають значні розміри озера Кагул, Китай, Катлабуг. Води придунайських озер використовуються для водопостачання, зрошення, там розвинуте рибальство.

## Історія освоєння заплави Дунаю
Придунайські озера — у минулому — частина великої Дунайської затоки. Процес їх трансформації у прісноводні водойми тривав протягом кілька тисяч років та відбувався за рахунок заповнення затоки річковими наносами та просування дельти Дунаю на схід. Зрештою, усі Придунайські озера відокремилися від Дунаю та його рукавів заболоченою заплавою, а їх водообмін із річкою відбувався через природні протоки, а також шляхом переливу води через бровки прируслових валів під час паводків та повеней.
Поява на берегах Дунаю та Придунайських озер населених пунктів, зріс антропогенний вплив на природні ресурси, першочергово — чергу водні. Поселенці цієї території традиційно займалися риболовлею, полюванням, заготівлею деревини та очерету, випасом худоби, вирощуванням сільсько-господарських культур на заплавних ділянках (у найбільш посушливі роки розорювалося дно озер Картал та Кугурлуй).
Певний вплив на розвиток землеробства мало періодичне затоплення прибережних територій Дунаю паводковими водами. Населення намагалося керувати водним режимом, розчищаючи природні протоки, створюючи нові канали (єрики) для кращого зв'язку озер з рікою, а також обваловуючи невеликі ділянки пойми під городи.
Перші спроби проведення великомасштабних гідротехнічних робіт у заплаві Дунаю в районі Придунайських озер приходяться на початок XX століття. За  Миколи II було розпочато будівництво залізниці, яка мала поєднати міста Рені та Ізмаїл. Проєкт було припинено після переходу Бессарабії під протекторат Румунії.
Активне освоєння заплави Нижнього Дунаю прийшлася на повоєнні роки Другої світової війни. У зв'язку із утворенням та розвитком колгоспів почалося безсистемне обвалування заплавних земель для збільшення площі сільгоспугідь. Із розвитком господарської інфраструктури на потенційно затоплюваних територіях з'явилася необхідність захисту населених пунктів, портових споруд, промислових підприємств, сільськогосподарських, рибоводних та меліоративних об'єктів від затоплення.
У кінці 60-х — на початку 70-х років XX століття уздовж українського берега Дунаю було побудовано комплекс протипаводкових гідротехнічних споруд загальною протяжністю 239 км, у тому числі 215 км дамб та 21 шлюз, для регулювання наповнення та скидання води з Придунайських водойм та зрошувальних систем. Станом на 2009-й рік, комплекс протипаводкових споруд захищає від затоплення понад 80 тис. га. земель (з яких 38 тис. га — сільхоспугіддя) 19 населених пунктів Ренійського, Болградського, Ізмаїльського та Кілійського районів Одеської області, в яких проживає близько 12 тисяч людей, мережа автодоріг міжнародного, державного, місцевого значення та інші об'єкти господарської інфраструктури.

## Найбільші озера

### Кагул

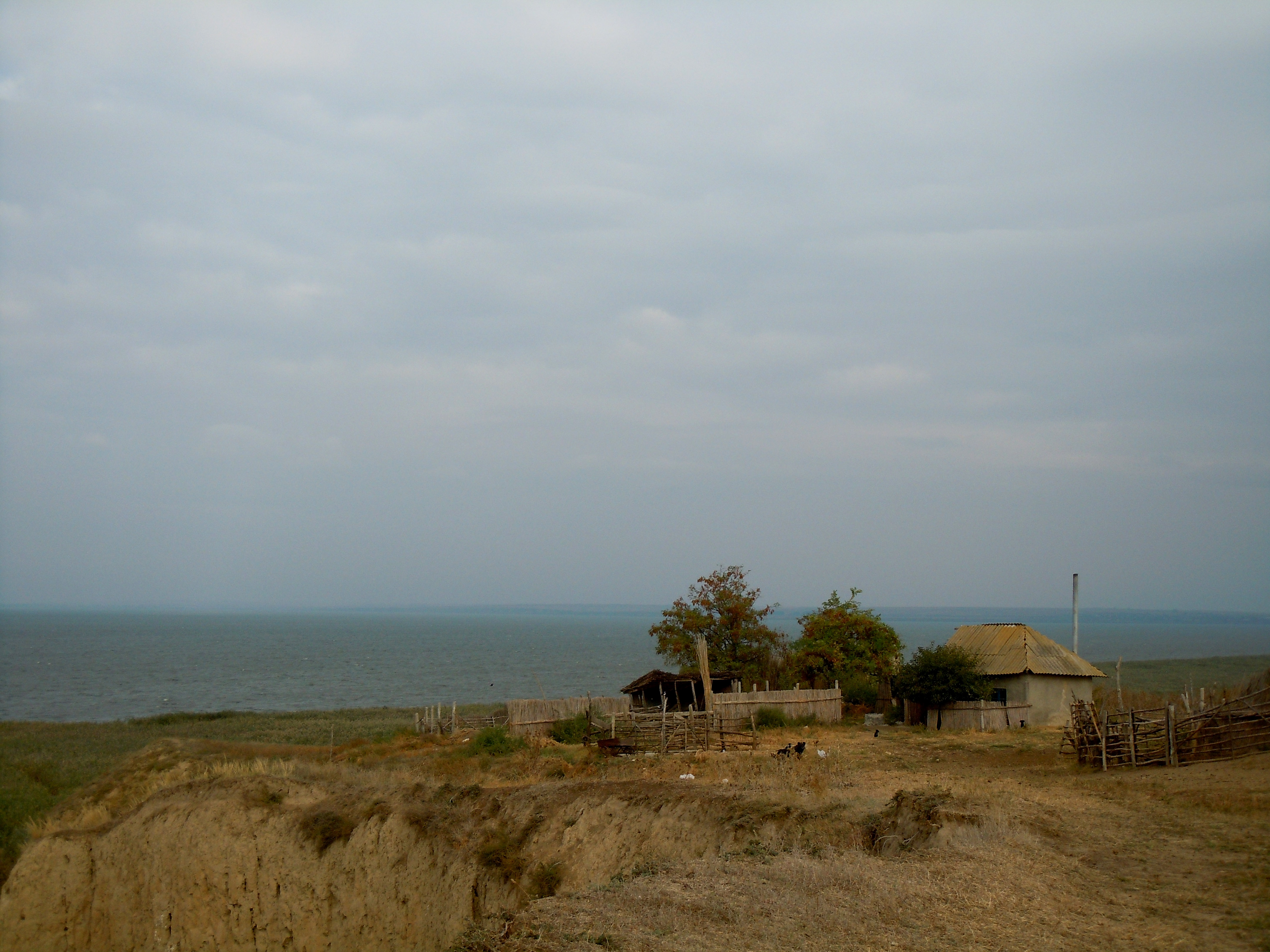
Хутір над Кагулом

Кагул — заплавне озеро у пониззі Дунаю, у Ренійському районі, на схід від міста Рені. Протоками сполучається із Дунаєм та озером Картал. Від заплави Дунаю відокремлене дамбою, у минулому мало режим водосховища. Водообмін у Кагулі регулюється шлюзованими рибопропускними протоками та каналом. Південна частина озера широка (ширина до 11 км, довжина 18 км), північна — вузька, видовжена (ширина до 2 км, довжина 15 км). Площа змінюється сезонно від 82 до 93,5 км². Переважають глибини 1,5—2 м, максимальна — 7 метрів. Північні береги високі, розчленовані балками, південні — низовинні, заболочені, покриті заростями очерету. З півночі до озера впадає річка Кагул. Температура води влітку до +30° (на мілководді), взимку Кагул замерзає (льодовий покрив у теплі зими нестійкий). Мінералізація води від 0,8 до 1,5 г/л. Дно вкрите шаром сірого лесового мулу, на мілководді — піщане. Поширена водяна рослинність (очерет, рогіз). Водяться лящ, судак, сом, щука та інші промислові види риб. Розводять товстолобика, білого амура, коропа. На берегах Кагула — місця гніздування птахів. Рибальство має промисловий характер та здійснюється риболовними підприємствами навколишніх селищ. Здійснюються заходи щодо охорони природних ресурсів озера, зокрема обмеження строків рибальства.
Кагул — мультикордонна водойма. Невелика (близько 1 км) ділянка північного узбережжя належить Молдові. На цій ділянці розташована водонапірна станція, яка слугує для зрошення полів у Молдові поблизу міст Кагул та Джурджулешти.

### Картал

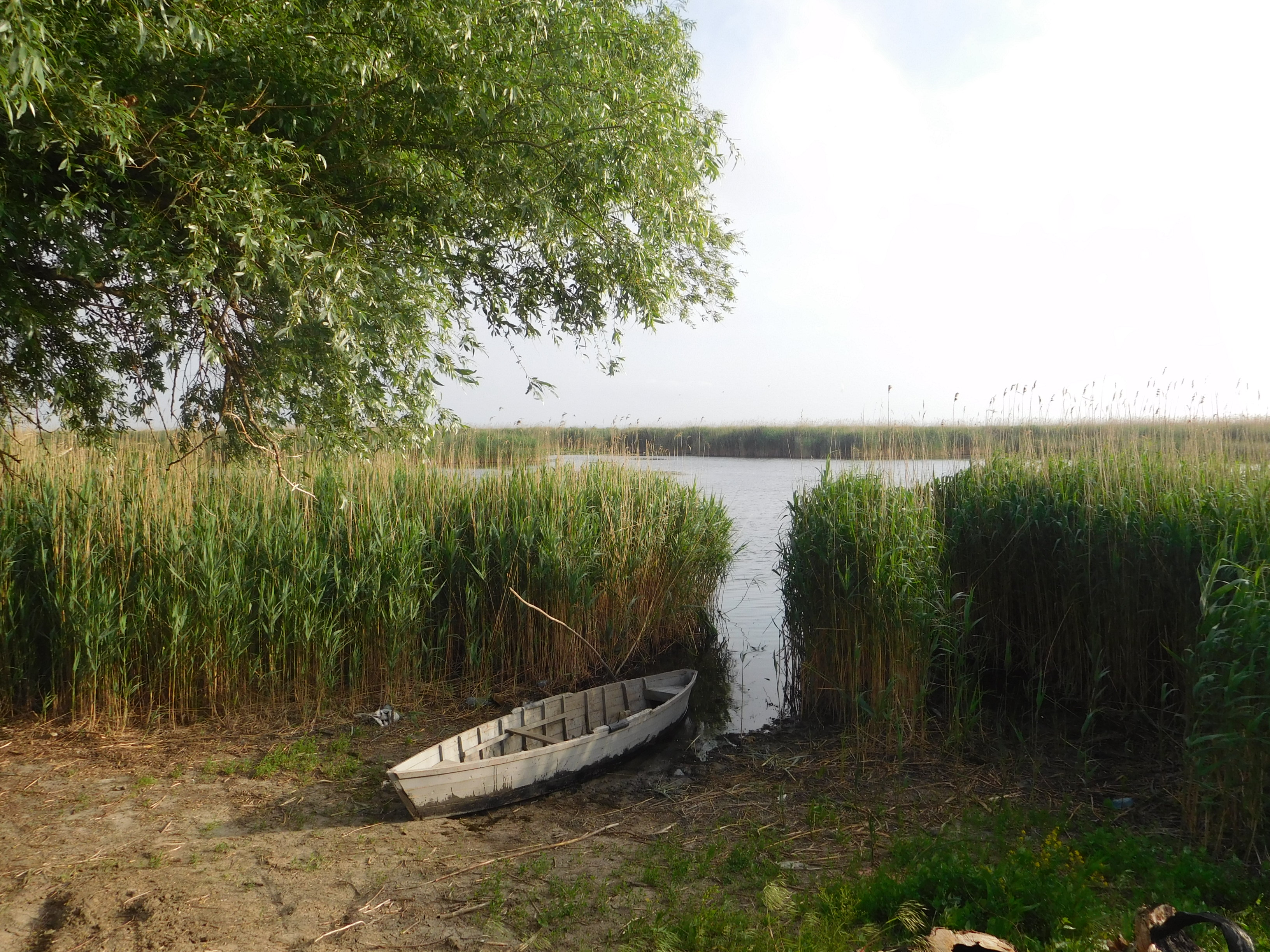
Південний берег Картала

Картал — заплавне озеро у Ренійському районі Одеської області, у пониззі Дунаю. Каналом сполучається з Дунаєм через канали Орловський та гирло Прорва, протоками — з озерами Кугурлуй та Кагул. Довжина — 5 км, ширина — до 3 км, площа — приблизно 15 км², пересічна глибина близько метра, максимальна — 2,4 м. Улоговина видовженої форми. Береги низовинні, заболочені, поросли очеретом. Вздовж них споруджено дамби. Живиться переважно завдяки водообміну із Дунаєм по шлюзованому каналу. Температура води влітку — до +26°, взимку озеро замерзає.
Дно рівне, замулене. На мілководді поширені очерет, куга озерна, рогіз, глибше — водорості та інша водяна рослинність. Береги Карталу — місце гніздування птахів, на листях латаття гніздиться крячок озерний. Здійснюється штучне риборозведення, зокрема товстолобика, білого амура, коропа.
У 2016 році на берегах Картала було доставлено експериментальне стадо з 14-ти європейських водяних буйволів, завезені для природної допомоги очистки малих озер.

### Ялпуг

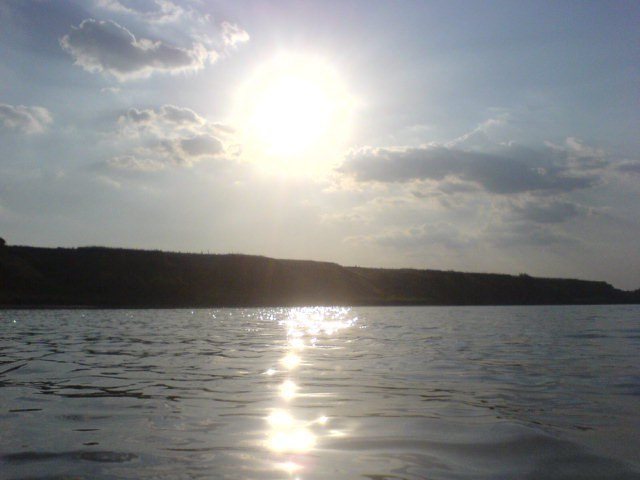
Берег Ялпуга біля села Владичень

Ялпуг — озеро лиманного типу, найбільше природне озеро України. Територіально розташоване у Болградському, Ізмаїльському та Ренійському районах Одеської області. У південній частині Ялпуг протокою сполучений з озером Кугурлуй; у найвужчому місці протоки у 1970-тb[ споруджено дамбу з мостом у середній частині, якою прокладено дорогу Ізмаїл — Рені. Після прокладки дамби водообмін між озерами Ялпуг та Кугурлуй скоротився майже на третину, що підвищило ступінь забруднення Ялпуга.
Довжина — 39 км, ширина — до 15 км, площа — 149 км², середня глибина — близько 2 м, максимальна — 5,5 м. Улоговина видовженої форми. Східний та західний береги переважно підвищені, розчленовані яругами, південні — піщані, крайня північна ділянка узбережжя заболочена та поросла очеретом. Водне живлення озера здійснюється головним чином за рахунок водообміну із озером Кугурлуй; з півночі впадає річка Ялпуг, з північного сходу підходить невелика річка Карасулак, що впадає в Ялпуг біля селища Криничне. Також деякий вплив на водний баланс має стік дощових вод системою яруг, що сходяться до Ялпуга. Температура води влітку +24 — +25 °C; взимку озеро замерзає, льодовий режим нестійкий. Мінералізація води до 1 — 1,5 г/л. Дно вкрите темно-сірим, на півночі — чорним сірководневим мулом, на мілководді — піщане. Береги поросли очеретом і рогозом, в озері поширені водорості та інша водяна рослинність. Ялпуг у природному стані — багате на іхтіофауну водоймище: зустрічається 41 вид; найбільше промислове значення мають сазан, краснопірка, окунь, щука. В озері є цінні нерестилища коропа, сазана, ляща, судака та інших риб, також є численні раки. З огляду на те, що практично вся територія басейну річки Ялпуг знаходиться на півдні Молдови, де стан очистки стічних вод є незадовільним, рівень забруднення в озері часто перевищує допустимі норми. Втім, в останні роки, з огляду на зниження використання мінеральних добрив та отрутохімікатів в сільському господарстві Молдови, ситуація дещо покращилася. В минулому забруднення мін. добривами призводило до частого «цвітіння» води, а в 1985 році викликало масову загибель риби та іншої водної біоти. На північному березі Ялпуга, при впадінні р. Ялпуг, знаходиться місто Болград.

### Кугурлуй

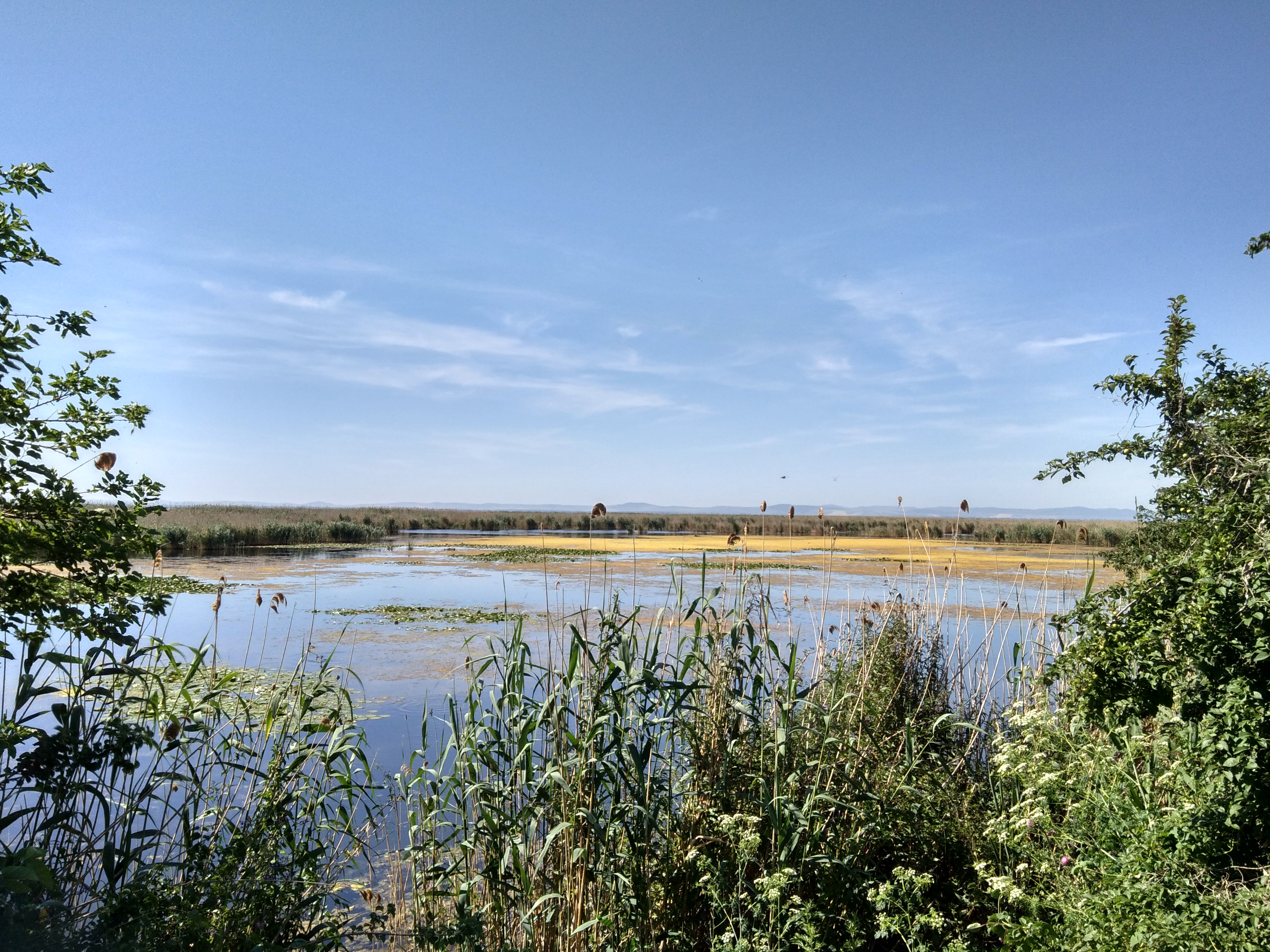
Кугурлуй поряд із автошляхом М 15

Кугурлуй — озеро заплавного типу. Територіально поділено між Ренійським та змаїльським районами Одеської області. На півночі протокою сполучається з озером Ялпуг. На сході протоками Велика та Мала Репіда, а на півдні протокою Скунда сполучається із Дунаєм. Протока Скунда шлюзована. Також водообмін із Дунаєм відбувається кількома невеликими протоками для пропуску риби. Озеро приблизно круглої форми, діаметр — близько 20 км, площа — 82 км², середня глибина — 0,8-1 м, максимальна — 2,5 м. Береги низовинні, звивисті, заболочені. Температура води влітку до +28° — +30°. Взимку озеро замерзає. Мінералізація води 0,8 — 1,5 г/л. Дно замулене.
Береги поросли очеретом та рогозом, в озері також розвивається гідрофільна рослинність. Багата іхтіофауна, у прибережних заростях — місця гніздування птахів, зокрема у плавнях біля південно-східного краю озера існує єдина в Україні колонія кучерявого пелікана (Pelecanus crispus) — найбільшого птаха Європи. На озері здійснюється промисловий вилов коропа, судака, ляща, щуки та інших видів риби, а також раків.
Вода Кугурлуя — джерело зрошування. Між південним узбережжям Кугурлуя та Дунаєм шляхом обвалування створено польдер, який планувалося використовувати для вирощування зернових культур (пшениця, жито) з періодичним засіванням кукурудзою та люцерною в рамках сівозміну. У теперішній час переважно висіваються кормові культури (люцерна, конюшина). У період 1939–1941 рр., після відходу Бессарабії до СРСР за пактом Молотова-Рібентропа, озеро Кугурлуй було основною базою Дунайської військової флотилії.

### Саф'яни

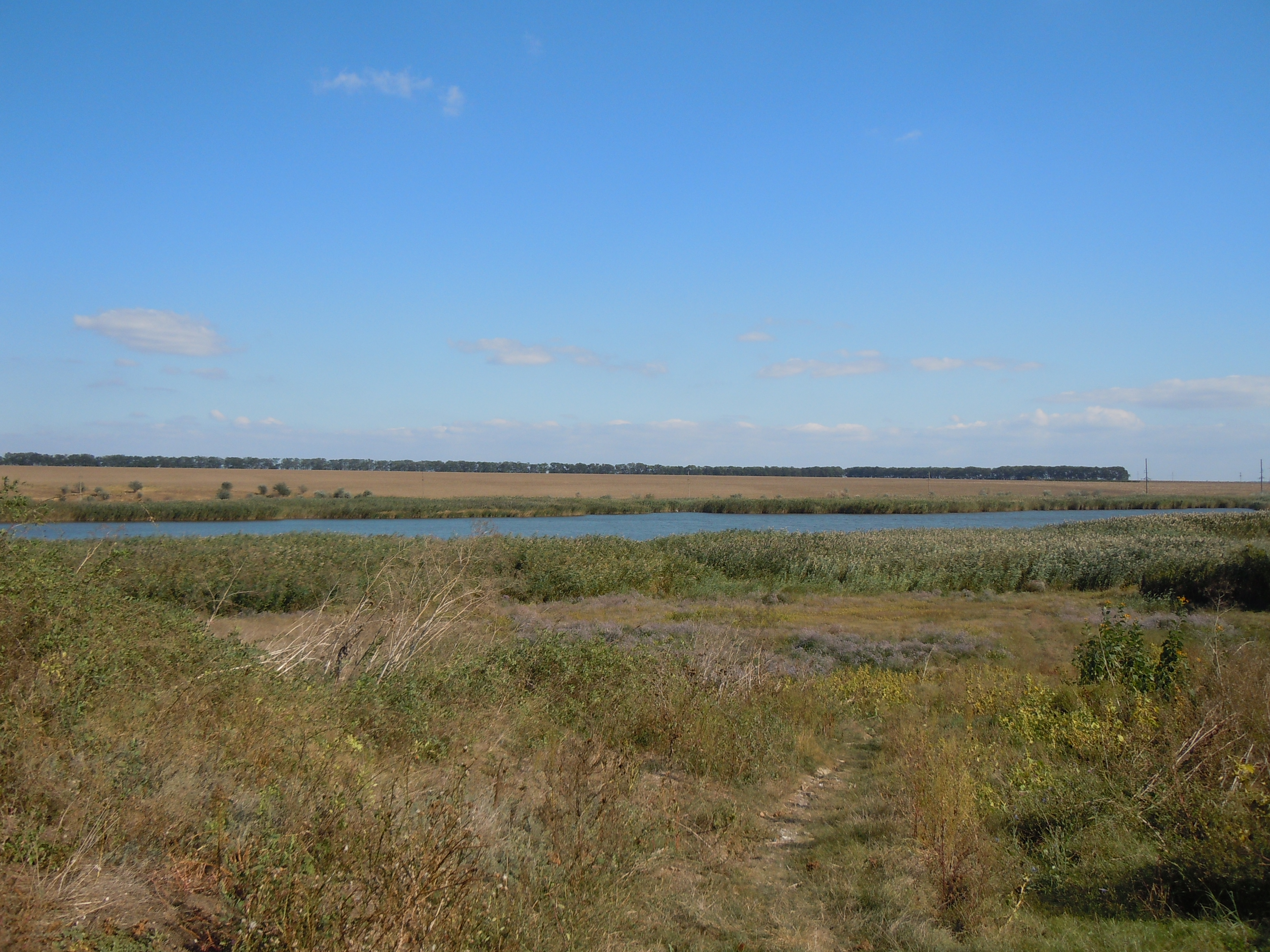
Озеро Саф'яни з боку села Саф'яни

Саф'яни — заплавне озеро Ізмаїльського району Одеської області, у пониззі Дунаю. Протокою через невелике озеро Лунг сполучається з озером Катлабуг, шлюзованим каналом — із Дунаєм. Довжина — 6,5 км, ширина — до 1 км, площа змінюється від 250 до 420 га, глибина — до 3,5 — 4 м (у межень — до 0,8 — 1 м). Улоговина видовженої форми. 
Північний та західний береги підвищені, подекуди урвисті, східний і південний — пологі, заболочені. Температура води влітку — до +25 — +26 °C. Взимку озеро замерзає. Поширена прибережно-водяна рослинність. З риб водяться, зокрема, щука, короп, окунь. На берегах (особливо у південній частині) — місця гніздування водоплавних та відпочинку перелітних птахів. Воду озера використовують для зрошування.
На південно-західному березі озера розташоване село Саф'яни.

### Катлабуг

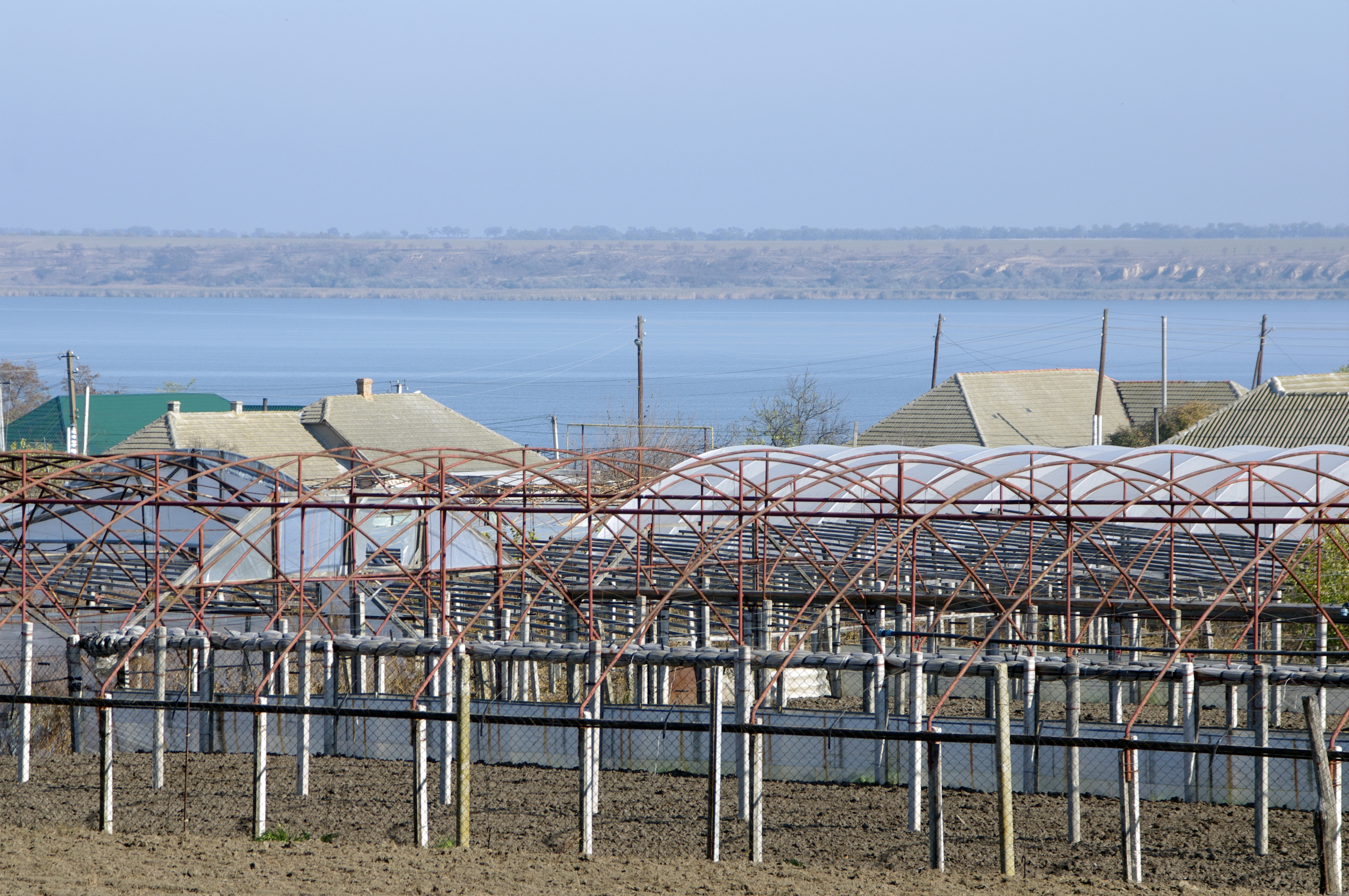
Катлабуг у селі Утконосівка

Катлабуг — заплавне озеро в Ізмаїльському районі Одеської області, у пониззі Дунаю. Від заплави Дунаю відокремлений дамбою, має режим водосховища. Водообмін з Кислицьким гирлом Дунаю регулюється шлюзованим каналом. Довжина — 21 км, ширина — від 1 до 11 км, площа — 67 км², глибина — до 4 м. Улоговина видовженої форми, з розширенням (до 11 км) у південній частині. Північні береги підвищені, подекуди урвисті, розчленовані балками, південні — низовинні, заболочені. Від основної западини озера відходять дві затоки: Ташбунарська на заході, куда впадає річка Ташбунар, та Гасанська, куди впадає річка Єніка, на сході. Верхня частина Гасанської затоки зайнята риборозвідними ставками. З півночі в озеро впадають річки Великий та Малий Катлабуг. Температура води влітку +24 — +26°, взимку озеро замерзає. Мінералізація води 1 −1,6 г/л. 
Поширена водяна рослинність (зокрема, водорості, латаття, кубишки); з рідкісних видів рослин зустрічається водяний горіх плаваючий (Trapa natans). Водяться короп, щука, окунь. У риборозвідних ставках розводять та використовують для зарибнення озера молодь товстолобика та білого амура. Є промисел раків, популяція яких у цьому озері досить велика (за оцінками деякими роками доходить до 15 мільйонів штук).

### Китай

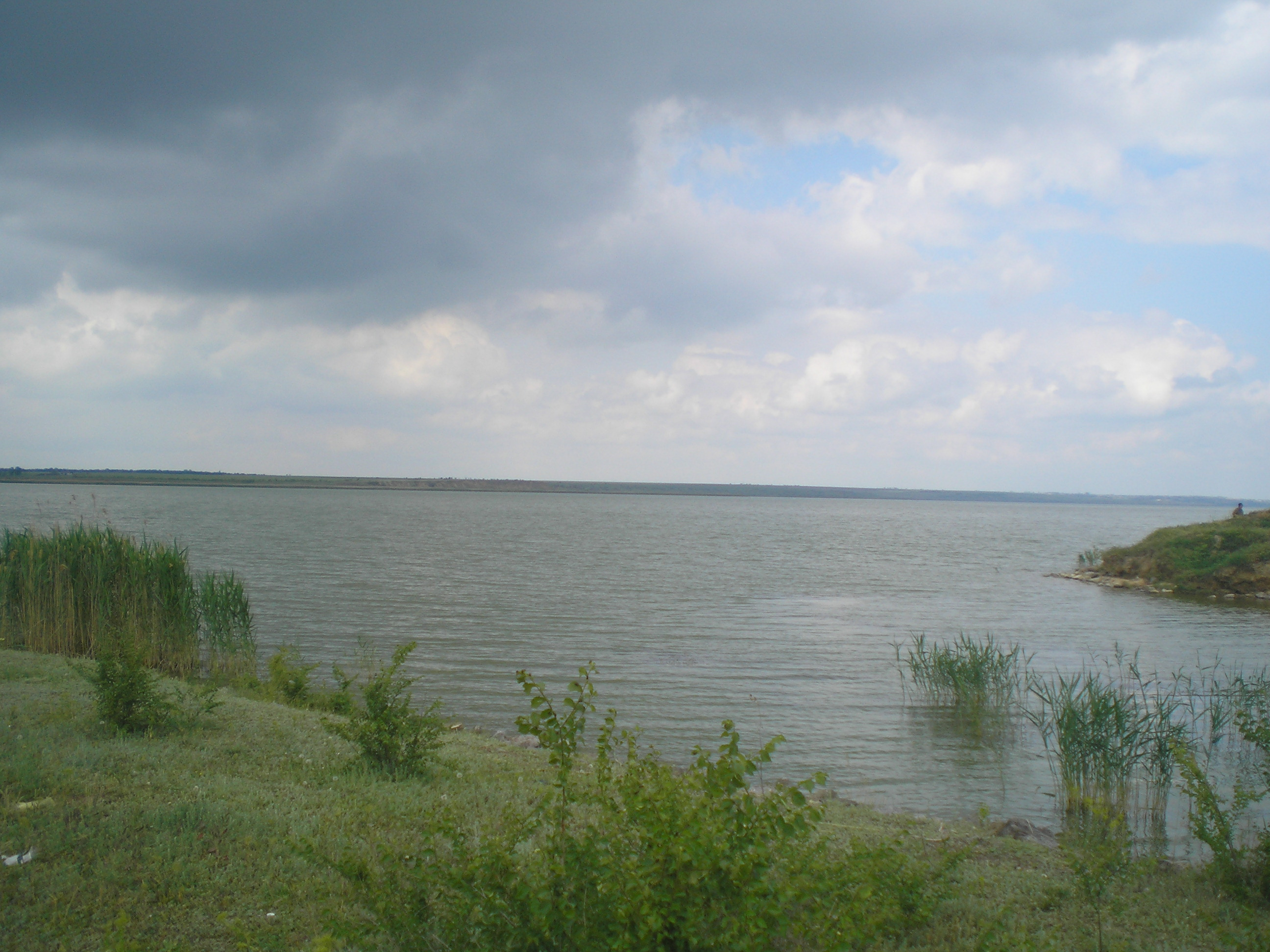
Берег Китая поряд насосної станції Червоноярської зрошувальної системи

Китай — озеро заплавно-лиманного типу в Ізмаїльському та Кілійському районах Одеської області, у пониззі Дунаю. Від заплави Дунаю відокремлений дамбою, має режим водосховища. Водообмін Китая регулюється шлюзованим каналом, що перетинає дамбу та впадає у Степове гирло Дунаю. Улоговина видовженої форми, простягається з півночі на південь на 24 км. Озеро складається з північної та південної частин (ширина до 3 — 3,5 км), з'єднаних протокою завширшки близько 600 м, через яку прокладено міст. Загальна площа водойми — 60 км², глибина південної частини — до 2 м, північної — до 5 м. Береги, крім південних та крайньої північної ділянки, підвищені. З північного сходу впадає річка Єника, з півночі — річки Киргиж-Китай та Аліяга. У північній частині Китаю спостерігаються згінно-нагінні коливання рівня води (середня амплітуда до 80 см). Температура води влітку до +27°, взимку озеро замерзає. Мінералізація води 1—3 г/л. Прибережна і водяна рослинність поширена головним чином у південній частині озера (очерет, рогіз, водорості), решта узбережжя урвиста, подекуди з невеликими пляжами. Водяться окунь, щука, лящ, сом; розводять білого амура, товстолобика, коропа, карася. В плавнях біля південного узбережжя — місця невеликих колоній водоплавуючих птахів. Воду Китаю використовують для зрошування в Червоноярській зрошувальній системі. Вздовж берегів озера виділено водоохоронну зону.